# Lesing-Gelimi jezik
Lesing-Gelimi jezik (ISO 639-3: let; atui, lesing-atui), oceanijski jezik kojim govori oko 930 ljudi (1982 SIL) u papuanovogvinejskoj provinciji Zapadna Nova Britanija, na otocima Kaskas i Atui. Ima dva dijalekta lesing (selo Amio) i gelimi (atui, u selu Paronga).
Zajedno s jezicima akolet [akt], avau [avb] i bebeli [bek] čini istočnu arawe podskupimu. U očekivanju je da se jezik preimenuje u amio-gelimi.

## Vanjske poveznice
- [ Ethnologue (14th)]
- [ Ethnologue (15th)]